# Luis Suñer Picó
Luis Suñer Picó (Alcira, Valencia, 22 de junio de 1942 - ib., 15 de enero de 1964) fue un industrial español, hijo del magnate valenciano Luis Suñer. Fue director general de Avidesa y presidente de la Unión Deportiva Alzira en la temporada 1963-64.

## Biografía
Luis Suñer Picó era hijo del empresario valenciano Luis Suñer y de su primera esposa, Carmen Picó. Estudió en los jesuitas de Valencia y, tras realizar los estudios de bachiller, se incorporó a la industria familiar. Impulsó el incipiente negocio avícola que había iniciado su padre. Para ello viajó a Reino Unido y visitó los modernos mataderos de ave británicos, cuyo modelo aplicó en España. En poco tiempo fue nombrado director general de Avidesa, dotando a la compañía de una nueva normativa y protocolos de trabajo. Su último proyecto fue la creación de una división de helados, que no pudo materializar, debido a su prematuro fallecimiento en 1964, que le sobrevino mientras dormía. Tenía veintiún años.
Ese mismo año, su padre, Luis Suñer, inició la producción de helados, bajo la marca Avidesa, que en poco tiempo se convirtió en líder del helado en España.
A pesar de su corta vida, Luis Suñer Picó impulsó muchas iniciativas e instituciones, como el diario El Heraldo de Alcira, o el equipo de fútbol y su sociedad deportiva UD Alzira, de la que fue presidente. En su memoria, el estadio de la UD Alzira, inaugurado en 1973, fue bautizado con su nombre.